# Dichistius capensis
Galjoen, cá tráp đen hoặc cá đen (danh pháp khoa học: Dichistius capensis) là một loài cá biển chỉ được tìm thấy ở vùng ven biển của phía nam châu Phi từ Angola đến Nam Phi. Bên cạnh đó, Galjoen còn là động vật đặc hữu của Nam Phi.
Tên khác của nó là Coracinus capensis dùng để chỉ màu đen của nó khi tìm thấy ở khu vực đá ngầm. Coracinus có nghĩa là "con quạ" hoặc "màu đen". Tại khu vực có đáy là cát thì nó có màu bạc-thiếc.

## Phân bố và mô tả
Nó sinh sống ở vùng ven biển phía Nam châu Phi từ Angola đến Nam Phi, địa điểm ưa thích của nó là những bãi đá ngầm ở độ sâu là 10 mét (36 feets).
Chúng có thể đạt chiều dài 80 xen-ti-mét (31 inch) và khối lượng là 6,5 kg (14 pao). Cơ thể của nó dẹp, vây thì phát triển với nhiều cái gai, tổng cộng là mười cái gai và khoảng từ 18 đến 23 tia vây. Vây hậu môn có ba cái gai và tia vây thì 13 hoặc 14. Vây bụng có một cái gai và năm tia vây. Chiều dài của vây ngực thì ngắn hơn chiều dài của đầu. Cơ thể, vây và đầu (trừ phần trước mõm) thì có vảy bao phủ. Môi dày, có răng sữa ở ngay trước miệng, nó cong và có thể bị thay thế. Phia sau thì có nhiều cái răng nhỏ hơn.

## Sinh thái học

### Thức ăn
Chúng ăn tảo đỏ, tảo coralline, con trai và con hà nhỏ bám trên đá và cát.

### Vùng phân bố
Năm 2005, Atwood và Cowley đã nghiên cứu đường đi của chúng bằng cách đánh dấu 25000 cá thể tại bốn địa điểm trong khu bảo tồn của Nam Phi và đưa ra kết luận rằng vẫn còn khu vực sinh sống của chúng nữa vì chỉ có 95% cá thể tìm thấy được.

## Tầm quan trọng với con người
Nó vừa là một loài cá thương mại vừa là một loài cá dùng để tiêu khiển. Món ăn chế biến từ loài cá này thì nổi tiếng khi có bơ tỏi mềm, bánh mì tươi, mứt quả mơ và rắc tiêu, chanh hoặc là chanh, sốt mayonne.